# Expreso 9 (Metropolitano)
El servicio Expreso 9 es uno de los 15 expresos que forma parte del Metropolitano en Lima, se lo puede reconocer por el color celeste claro y el logo de un "EX9" en los buses troncales. Fue el último Expreso en ser presentado por la Municipalidad de Lima.
Fue inaugurada un 18 de diciembre del 2017 y cuando la presentaron hubo cambios en las rutas de algunos expresos. El 16 de diciembre del 2024 agregaron una nueva ruta, reemplazando la ruta en la mañana sde sur a norte. Actualmente su ruta de norte a sur es de estación UNI a estación Benavides y de sur a norte de la estación Plaza de Flores a estación UNI.

## Horarios
| Horario de operación | Horario de operación | Horario de operación |
| EXPRESO              | Hacia el Sur         | Hacia el Norte       |
| -------------------- | -------------------- | -------------------- |
| Lunes a viernes      | 05:30 a 09:00        | 05:30 a 09:00        |
| Sábados              | Sin Servicio         | Sin Servicio         |
| Domingos y feriados  | Sin Servicio         | Sin Servicio         |

## Estaciones
A continuación, todas las estaciones del Expreso 9, en algunas estaciones se podían interconectar con diferentes servicios o expresos para una movilización de norte a sur más rápida.
| N.º                           | Estación                                         | Transbordo con:                                                        |
| ----------------------------- | ------------------------------------------------ | ---------------------------------------------------------------------- |
| 1                             | Universidad de Ingeniería (UNI) (Embarque 3 sur) | Regular A · Expreso 13                                                 |
| 2                             | Caquetá                                          | Regular A · Expreso 10                                                 |
| RAMAL ALFONSO UGARTE - ESPAÑA |                                                  |                                                                        |
| RAMAL SUR                     |                                                  |                                                                        |
| 3                             | Canadá                                           | Regular C · Expreso 2                                                  |
| 4                             | Canaval y Moreyra / Andres Reyes                 | Regular C · Expreso 1 · Expreso 2 · Expreso 6 · Expreso 7 · Expreso 12 |
| 5                             | Angamos                                          | Regular C · Expreso 1 · Expreso 6 · Expreso 7 · Expreso 12             |
| 6                             | Benavides (Embarque 2 sur)                       | Regular C · Expreso 6 · Expreso 12 · Super Expreso                     |

| N.º                           | Estación                                           | Transbordo con:                                                                               |
| ----------------------------- | -------------------------------------------------- | --------------------------------------------------------------------------------------------- |
| 1                             | Plaza de Flores (Embarque 2 norte)                 | Regular C                                                                                     |
| 2                             | Benavides                                          | Regular C                                                                                     |
| 3                             | Angamos                                            | Regular C · Expreso 1                                                                         |
| 4                             | Canaval y Moreyra / Andrés Reyes                   | Regular C · Expreso 1 · Super Expreso                                                         |
| 5                             | Javier Prado                                       | Regular C · Expreso 1 · Expreso 2                                                             |
| 6                             | Estación Central (Embarque 5 norte)                | Regular A · Regular C · Regular D · Expreso 1 · Expreso 11 · Expreso 13 · Super Expreso Norte |
| RAMAL ALFONSO UGARTE - ESPAÑA |                                                    |                                                                                               |
| 7                             | España                                             | Super Expreso Norte                                                                           |
| RAMAL NORTE                   |                                                    |                                                                                               |
| 8                             | Caquetá                                            | Regular A                                                                                     |
| 9                             | Universidad de Ingeniería (UNI) (Embarque 3 norte) | Regular A                                                                                     |

## Lugares recurrentes en los distritos de la trayectoria
San Martín de Porres - Rímac
- Sede Universidad de Ingeniería: Av. Gerardo Unger 254
- Fuerte General de División Rafael Hoyos Rubio: Av. Túpac Amaru 100
- Centro comercial "Caquetá Plaza": Av. Caquetá 399.
- Galerías Caquetá: Av. Caquetá 425.
- Mercado Mayorista de Frutas "El Trébol de Caquetá": Av. Caquetá 800.

Centro de Lima - Breña (ramal de Av. Alfonso Ugarte y Av. España.)
- Sede Policía Nacional Del Perú:Av. Bolivia 475.
- Comisaría Alfonso Ugarte: Av. Alfonso Ugarte 1352.
- Central Operativa de Investigación Policía Nacional del Perú: Av. España 321.
- Real Plaza Centro Cívico (Conexión directa con la Estación Central)
- (Arriba de la Estación Central) Palacio de Justicia de la Republica del Perú, Av. Paseo de la República
- (Arriba de la Estación Central) Sheraton Lima Historic Center (Hotel Sheraton) Av. Paseo de la República 170.

La Victoria
- Sede Requisitorias (PNP): Av. Canadá 100
- Edificio Interbank: Av. Carlos Villarán 197
- Ajinomoto del Perú S.A.: Av. P. de la República 2455

San Isidro
- The Westin Lima Hotel & Convention Center: Calle Las Begonias 450
- Hipermercado Tottus: Calle Las Begonias 785
- Falabella San Isidro:Av. P. de la República 3220
- Ripley San Isidro:Calle Las Begonias 545
- Plaza Vea San Isidro: Av. P. de la República 3440
- Edificio Entel: Av. P. de la República 3490
- Secretaría General de la Comunidad Andina: Av. P. de la República 3895

Miraflores
- Centro Comercial Inka Plaza: Av. Arequipa 5031
- Parque Reducto N°2: Calle Ramón Ribeyro 490